# علمدار خوی

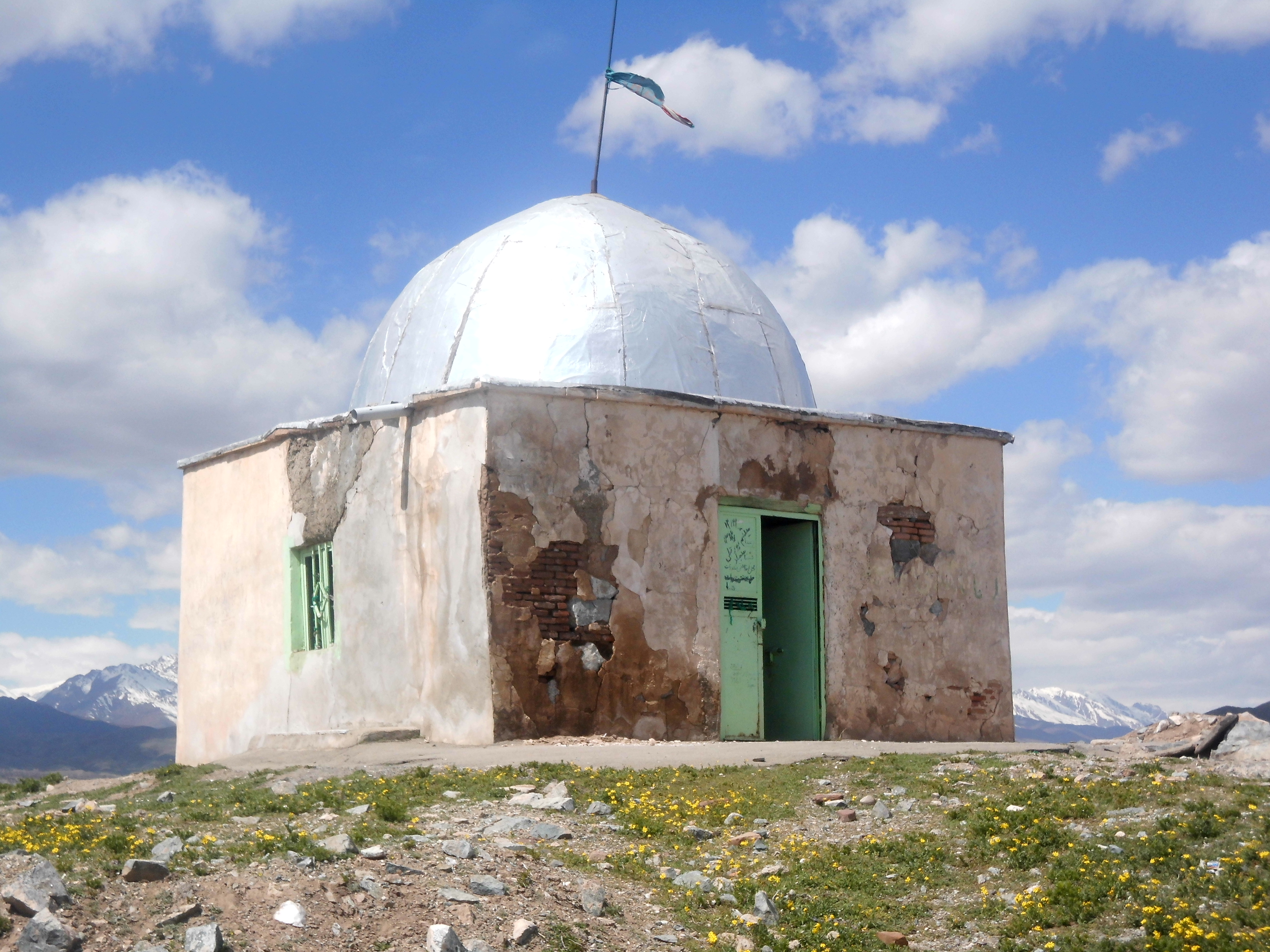
علمدار خوی

مقبره علمدار  این زیارتگاه در روستای بدل آباد شهرستان خوی در بالای تپه کوه کوچکی در منتهی الیه خروجی این روستا به سمت روستای قرخ یاشار در امتداد شمال غرب شهر خوی در مختصات (۹۳۹۰۰ـ۶۹۷۵۰) برابر چاپ نقشه سازمان جغرافیائی کشور در سریال ۴۹۶۷ برگ دو واقع گردیده است.

## تاریخچه
بنابر اظهارات گروه اعزامی باستان شناس، احداث این بنا به زمان قبل از اسلام و دوره ساسانیان بر می‌گردد.که در آن زمان آتشکده بود اما بنای آن ویران گردیده است. اما قبر فعلی به یکی از دلاوران شهید جنگ چالدران که سید بزرگواری بوده مربوط می‌شود.و احداث بنای زیارتگاه فعلی به زمان شاه عباس منتسب است.که خانمی به نام فاطمه مرشدی آن بنا را در سال ۱۱۵۸ خورشیدی بنا نموده‌است.که مزار او در کنار مقبره واقع گردیده است.در سال ۱۳۵۱ به دنبال ایجاد جاده قرخ یاشار چون زمانی علمدار، گورستان ارامنه بود، اشیا عتیقه زیادی استخراج و تحویل موزه خوی گردید.

## وجه تسمیه
به احتمال زیاد این سید زادگاهش شهر خوی نبوده و به دور از موطن خود در غربت مدفون گردیده است.
 در باره علت نامگذاری این مکان به نام علمدار، با مطالعه تاریخ  عصر صفوی، قریب به یقین چون، شهید مدفون در این مکان از  علمداران  و پرچمداران شاه عباس در جنگ چالدران بود،  این مکان به زیارتگاه  علمدار مسمی گردیده است. و چون علم علمدار، همیشه باید در بلندا در اهتزاز باشد، پیکر او را بر قله کوه دفن کرده اند، یعنی همیشه  در اهتزاز است و شهادت مایه شکست او نیست. طبیعی است این عمل باعث ارتقا روحیه شهادت طلبی در بین سپاهیان می‌شد.در انتخاب این مکان برای دفن این شهید دو نکته مهم حایز اهمیت و سندی برای این گفته هاست.اول این که این تپه از فاصله ۲۳کیلومتری شهر خوی از طرف منطقه چالدران(گردنه گوردیک) که نمای شهر خوی پیدا  می‌شود، علی‌رغم کوچک بودن بنای مقبره(۱۲ متر زیر بنا) به وضوح قابل رویت و قابل تفکیک از عوارض طبیعی زمین است به‌طوری‌که سریع به چشم خورده و بیننده را نسبت به آن مقبره حساس می‌کند. نکته دوم اینکه ارتفاع این تپه کمتر از ۱۵۰ متر است تا صعود به آن جهت زیارت مقبره برای عموم، آسان و سهل الوصول باشد. در سال‌های اخیر با همت مسیولین و مردم روستای بدل آباد، بنای این یاد بود مورد مرمت قرار گرفته‌است.